# Z 27
Z 27 war ein Zerstörer des Typs 1936A der deutschen Kriegsmarine.

## Baugeschichte
Der Zerstörer Z 27 war das fünfte Boot des im Mai 1938 bestellten Typs 1936A. Alle acht Boote der Klasse entstanden im Werk Weser der Deschimag. Die Kiellegung erfolgte am 27. Dezember 1939. Der Stapellauf fand am 1. August 1940 statt.
Die beiden vorderen 15-cm-Geschütze sollten in einem Doppelturm aufgestellt werden. Die Fertigung dieser Türme verzögerte sich aber erheblich. So wurde an dessen Stelle ein Einzelgeschütz aufgestellt.

## Einsatz in der Ostsee
Z 27 stellte am 26. Februar 1941 in Dienst. Obwohl noch nicht voll kriegsbereit wurde der Zerstörer im September 1941 der Nordgruppe der „Baltenflotte“ unter Vizeadmiral Ciliax zugeteilt, die am 23. September mit dem Schlachtschiff Tirpitz, dem Schweren Kreuzer Admiral Scheer, den Leichten Kreuzern Nürnberg und Köln, den Zerstörern Z 25 und Z 26, den Torpedobooten T 2, T 5, T 7, T 8, T 11 sowie einigen Schnellbooten bis in die Ålandsee zur Bekämpfung möglicher sowjetischer Seestreitkräfte dort vorstieß. Nach den erfolgreichen Angriffen des Sturzkampfgeschwaders 2 auf die Schiffe der sowjetischen Baltischen Flotte liefen die beiden schweren Einheiten wieder zurück. Die Zerstörer blieben mit Ciliax’ neuem Flaggschiff Nürnberg zur Absicherung am Ausgang des Finnbusens, bis auch sie am 1. Oktober nach Gotenhafen zurückbeordert wurden.

## Einsatz im Nordmeer
Am 24. November 1941 fuhr Z 27 mit Z 5 und Z 23 von Kiel nach Aarhus und lud dort mit den anderen Zerstörern Minen. Am 29. November 1941 verlegte Z 27 mit Z 5, Z 23, Z 25 und dem Schnellbootbegleitschiff Tanga nach Trondheim. Von dort verlegte Z 27 zur 8. Zerstörerflottille nach Kirkenes.
Am 16. Dezember 1941 stieß die 8. Zerstörerflottille mit den Zerstörern Z 23, Z 24, Z 25, Z 26  und Z 27 gegen die Kola-Küste vor. Am 17. trafen die vier Zerstörer 14 sm vor der Küste auf die zur Aufnahme des Nordmeergeleitzuges PQ 6 ausgelaufenen britischen Minensuchboote Hazard und Speedy. Die Speedy erhielt vier Treffer, die Hazard blieb unbeschädigt. Die beiden britischen Minensucher konnten entkommen.
Von Kirkenes aus fuhr Z 27 mit der durch Maschinenschaden zu einem Werftaufenthalt gezwungenen Z 26 am 5. Januar 1942 zurück nach Deutschland.
Im Mai 1942 verlegte Z 27 wieder nach Norwegen zur Kampfgruppe II, einem Verband aus schweren deutschen Kriegsschiffen.
Mitte Oktober 1942 legte der Zerstörer zusammen mit Z 4, Z 16 und Z 30 Minen am Eingang des Weißen Meeres.
Anfang November fuhr Z 27 mit Z 4, Z 16, Z 27 und dem Schweren Kreuzer Admiral Hipper beim Unternehmen Hoffnung einen Angriff gegen die sowjetische Schifffahrt am Eismeer. Z 27 versenkte dabei den sowjetischen U-Jäger Bo 78 und den Tanker Donbass.
Am 2. Dezember 1942 fuhr Z 27 zurück nach Deutschland für einen Werftaufenthalt bei der Deschimag in Bremen. Mitte Juni 1943 fuhr sie mit Z 30 zurück nach Norwegen. Ende Juni legte sie vor Südnorwegen Minen, bevor sie sich wieder der Kampfgruppe II im nordnorwegischen Altafjord anschloss.
Anfang September 1943 nahm Z 27 teil am Unternehmen Sizilien, dem Angriff einer deutschen Kriegsschiffgruppe auf Spitzbergen. Ende September fuhr der Zerstörer mit Z 5, Z 14 und 15 Begleitschutz für den Schweren Kreuzer Lützow von Norwegen nach Kiel.

## Einsatz im Atlantik
Am 31. Oktober legte Z 27 zusammen mit ZH 1 ab zur Fahrt nach Frankreich, die über Rotterdam und Dünkirchen führte und zu leichten Splitterschäden am Schiff durch englische Küstenartillerie an der Straße von Dover führte und zu einem ergebnislosen Gefecht mit englischen Motortorpedobooten vor Kap Antifer am 4. November 1943, bevor sie am nächsten Tag Le Verdon erreichte.
Zwischen dem 23. und dem 26. Dezember 1943 war Z 27 Teil des Begleitschutzes, der den aus Japan kommenden Blockadebrecher Osorno nach Bordeaux einbrachte.
Am 26. Dezember 1943 fuhr Z 27 erneut aus, mit dem Flottillenchef Kapitän zur See Hans Erdmenger an Bord, als Führungsschiff für vier weitere Zerstörer und sechs Torpedoboote der 4. Torpedobootsflottille, um den aus Japan kommenden Blockadebrecher Alsterufer sicher einzubringen. Die Alliierten waren aber durch Ultra, das Abhören und Entziffern des deutschen Militärfunkverkehrs, von der Alsterufer, die bereits am Vortag versenkt worden war, und das Ausfahren des deutschen Sicherungsverbandes unterrichtet. Die deutsche Seite wusste aber nichts von der Versenkung der Alsterufer und der deutsche Kriegsschiffverband fuhr in den Atlantik hinaus zur Aufnahme des Schiffes, wo der deutsche Verband von einem englischen Kriegsschiffverband aus den Leichten Kreuzern Glasgow und Enterprise abgefangen wurde. Es gelang den beiden Kreuzern, Teile des deutschen Verbandes zu vernichten, da starker Seegang herrschte und die Kreuzer ruhiger in der See lagen als die kleineren deutschen Einheiten, was ein relativ präzises Schießen ermöglichte. Auch konnten die Deutschen ihren Geschwindigkeitsvorteil bei der schweren See nicht nutzen. Z 27 schoss während des dreistündigen Gefechtes zwei Torpedofächer auf die englischen Kreuzer ab ohne einen Treffer zu erzielen. Z 27 und die beiden Flottentorpedoboote T 25 und T 26 wurden von den Briten versenkt. Etwa 300 Mann, einschließlich Hans Erdmenger, gingen mit Z 27 unter.

## Kommandanten
- 26. Februar 1941 bis August 1942 Korvettenkapitän Karl Smidt
- August 1942 bis 26. Dezember 1943 Korvettenkapitän Günther Schulz